# Traduction, Terminologie, Rédaction
Traduction, Terminologie, Rédaction (TTR) est une revue savante québécoise en traductologie. Elle a été fondée en 1987 à l'Université du Québec à Trois-Rivières par Jean-Marc Gouanvic et Robert Larose. Elle est devenue la revue officielle de l'Association canadienne de traductologie en 1988. Elle est tour à tour hébergée à l'Université Concordia, l'Université McGill et l'Université Laval. Comme son nom l'indique, elle couvre la traduction, la terminologie et la rédaction, mais aussi d'autres domaines connexes tels que l’interprétation, la traduction audiovisuelle (doublage, sous-titrage, etc.), la révision et la communication interculturelle. La revue est donc consacrée au texte au sens large et à ses transformations. La directrice actuelle de la revue est la professeure Aline Francoeur de l'Université Laval.  